# Autoluw
Met autoluw wordt bedoeld dat ergens sprake is van relatief weinig gemotoriseerd verkeer. Het is niet hetzelfde als "autovrij": autoluw wordt meestal omschreven als "nagenoeg autovrij" of "bijna autovrij".
Veelal is dit in bebouwde kommen van dorpen of bepaalde gedeelten in steden. Ook de zogenaamde woonerven kan men onder autoluwe gebieden rekenen.

## Geschiedenis
Het idee van autoluwe gebieden kwam op in de 20e eeuw, vooral nadat de auto in de jaren vijftig en zestig steeds meer plaats in ging nemen in de steden, waardoor binnensteden steeds onveiliger werden.

Een van de meer prominente voorbeelden van autoluwte in de geschiedenis was in 1977 het Verkeerscirculatieplan Groningen. In de Groningse binnenstad wordt vanaf dat jaar het zogenaamde 'sectorenmodel' gehanteerd, wat inhoudt dat als men met de auto van de ene naar de andere buurt wil, men de hele wijk uit moet om in de andere buurt te komen. Voetgangers, fietsers, scooters en dergelijke kunnen zich  rechtstreeks verplaatsen. Een ander voorbeeld hiervan is terug te vinden in Houten.
Veelal werden in de jaren zeventig en in de eerste helft van de jaren tachtig zogenaamde 'bloemkoolwijken' gebouwd. Bloemkoolwijken kunnen ook onder autoluwe gebieden worden gerekend, omdat de meeste woonerven in zo'n wijk zodanig zijn opgezet dat doorgaand verkeer zeer lastig of onmogelijk is. Woonerven zijn vooral van belang voor spelende kinderen, omdat het verkeer veel langzamer door een woonerf moet en kan rijden dan door een 'gemiddelde' woonbuurt.
In de jaren negentig was het bij de Rijksoverheid in Nederland inmiddels duidelijk dat er in verschillende steden (en dorpen) behoefte was aan autoluwe centra; het Nationaal Verkeers- en Vervoersplan (1999) merkte daarom op: 'In binnensteden geeft de auto niet alleen de daar verblijvende voetgangers veel overlast maar rijdt de auto wegens het ruimtegebrek aldaar tevens de fiets en het openbaar vervoer, soms letterlijk, in de wielen. De tijd lijkt rijp om het niet-noodzakelijke autoverkeer uit de binnensteden te weren. De kwaliteit van het openbaar vervoer en voor het fietsen kan op die manier sterk worden verbeterd zonder dat op grote schaal extra voorzieningen hoeven te worden getroffen.'
In oktober 2019 lanceerde de gemeente Amsterdam de Agenda Autoluw, een pakket van 27 maatregelen dat een verdere uitwerking vormde van reeds jarenlang gevoerd beleid om de stad veiliger, rustiger en schoner te maken. Auto's werden verder teruggedrongen door het 'knippen' van doorgaande routes middels barrières en het opheffen van parkeerplaatsen (vooral bij kades en grachten, waar de maximumsnelheid 30 km/u zou worden), terwijl overige weggebruikers zoals fietsers (extra fietsroutes) en voetgangers meer ruimte kregen en er meer haltes voor trams en bussen kwamen (waarbij kinderen tot en met 11 jaar op woensdagmiddag en in het weekend gratis met het openbaar vervoer konden reizen). Het programma kon rekenen op een meerderheid in de gemeenteraad, maar er was nog kritiek op en twijfels over de plannen, die om aanpassing vroegen in specifieke gevallen waarin deze averechts zouden kunnen werken.

## Voorbeelden

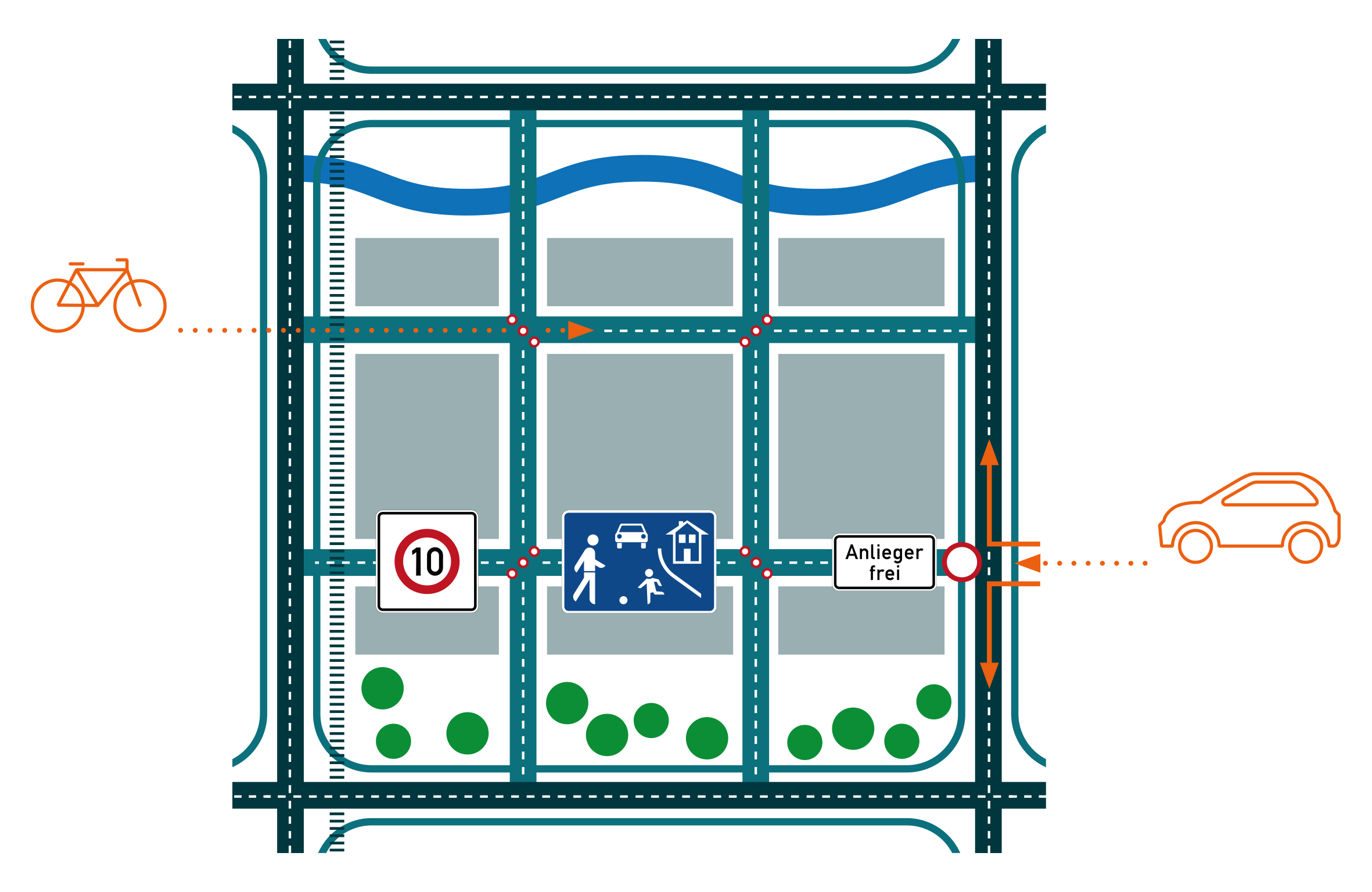
Visualisatie van het principe van een autoluwe wijk of "Superblock" (Kiezblocks in Duitsland)

### Canada
- Toronto: King Street (sinds de jaren 2010).[1]

### Frankrijk
- Bordeaux: het grootste deel van de Port de la Lune (de historische binnenstad) sinds de jaren 1990.[6][7]

### Nederland
- Almere Haven: de winkel- en horecastraat Sluiskade in Haven Centrum is sinds 2021 officieel autoluw en weert ook racefietsers (sneller dan 40 km/u); bestemmingsverkeer zoals vrachtwagens die restaurants bevoorraden zijn 's ochtends uitgezonderd.[8]
- Amersfoort: sinds januari 2021.[9]
- Amsterdam: de Frans Halsstraat,[1] de Sluisbuurt (in aanbouw sinds 2021)[2] en de Zuidas.[1]
- Den Haag: aan de Binckhorst.[2]
- Eindhoven: sinds 1966 steeds meer straten en pleinen autoluw.[10][11]
- Enschede: vanaf 1989 tot 2003 werd in verschillende fasen de gehele binnenstad afgesloten voor autoverkeer.[12]
- Groningen: een groot deel van de Binnenstad van Groningen is autoluw sinds 1977.[1]
- Leeuwarden: Binnenstad sinds 2021 autoluw tussen Grote Kerkstraat, Nieuweburen, Voorstreek, Nieuwestad en Kleine Kerkstraat.[13]
- Nijmegen: enkele straten in Lent.[1]
- Tilburg: De Nieuwlandstraat is sinds 1 juli 2021 autoluw tussen 11.00 en 06.00 uur, maar blijkens duizenden boetes snapten veel automobilisten dit niet, zodat verdere aanpassing nodig bleek.[14][15]
- Utrecht: het Beurskwartier (zal autoluw/autovrij worden gemaakt) en de nieuwbouwwijk Merwede (in aanbouw sinds 2023).[2]
- Veenendaal: enkele straten in de wijk West.[1]

Ook zijn er steeds vaker kleine steden en grote dorpen die autoluwe centra hebben ingevoerd, waaronder tussen de jaren 2000 en 2010 de volgende plaatsen met minder dan 30.000 inwoners: Hardenberg, Lichtenvoorde, Lunteren, Nijverdal en Panningen. In Sneek is begin 2024 een proef van een jaar begonnen met een autoluwe binnenstad. Apeldoorn kondigde in 2023 aan vanaf 2026 een autoluw centrum in te voeren (en in 2025 een milieuzone).

### Spanje
- Barcelona (Catalonië): anno mei 2021 waren er enkele "Super Blocks", autoluwe zones in wijken zoals Barri de Sant Antoni (sinds 2019, in het district Eixample) en Poblenou (in het district Sant Martí). Deze bestonden onder meer uit autovrije pleinen, straten waar auto's stapvoets moeten rijden en meer voetpaden met groenstroken. Na het succes van Sant Antoni (meer verkeersveiligheid, schone lucht en 30% meer omzet van winkels in de buurt) kondigde burgemeester Ada Colau eind 2020 aan dat er nog 500 andere Super Blocks zouden worden aangelegd in Barcelona.[19]

### Verenigde Staten
- Fresno (Californië): de Fulton Mall werd heringericht als autoluwe straat, maar was niet succesvol en werd in 2016 opnieuw een autostraat.[1]